# Ждановская набережная
Жда́новская набережная — набережная по правому берегу реки Ждановки в Петроградском районе Санкт-Петербурга. Проходит от Большого проспекта Петроградской стороны до Ждановской улицы.

## История
Первоначально с 1730-х годов носила название Никольская Набережная улица (от переулка Талалихина до Офицерского переулка, включая часть современной улицы Блохина), по приделу Николая Чудотворца в находившейся вблизи проезда в церкви Успения Богородицы (ныне Князь-Владимирский собор). С 1783 года носила название набережная реки Ждановки (до 5 марта 1871 года в неё включался современный проспект Добролюбова). Параллельно на различных участках носила название Кадетская улица (от Большого проспекта до Малой Невки), Корпусная набережная, проспект с Тучкова моста.
До 1969 года название существовало в форме набережная реки Ждановки. Параллельно с 1914 года появляется современное название Ждановская набережная. Северный участок в 1930-е годы вошел в состав Ждановской улицы.

## Достопримечательности
Нечётная сторона

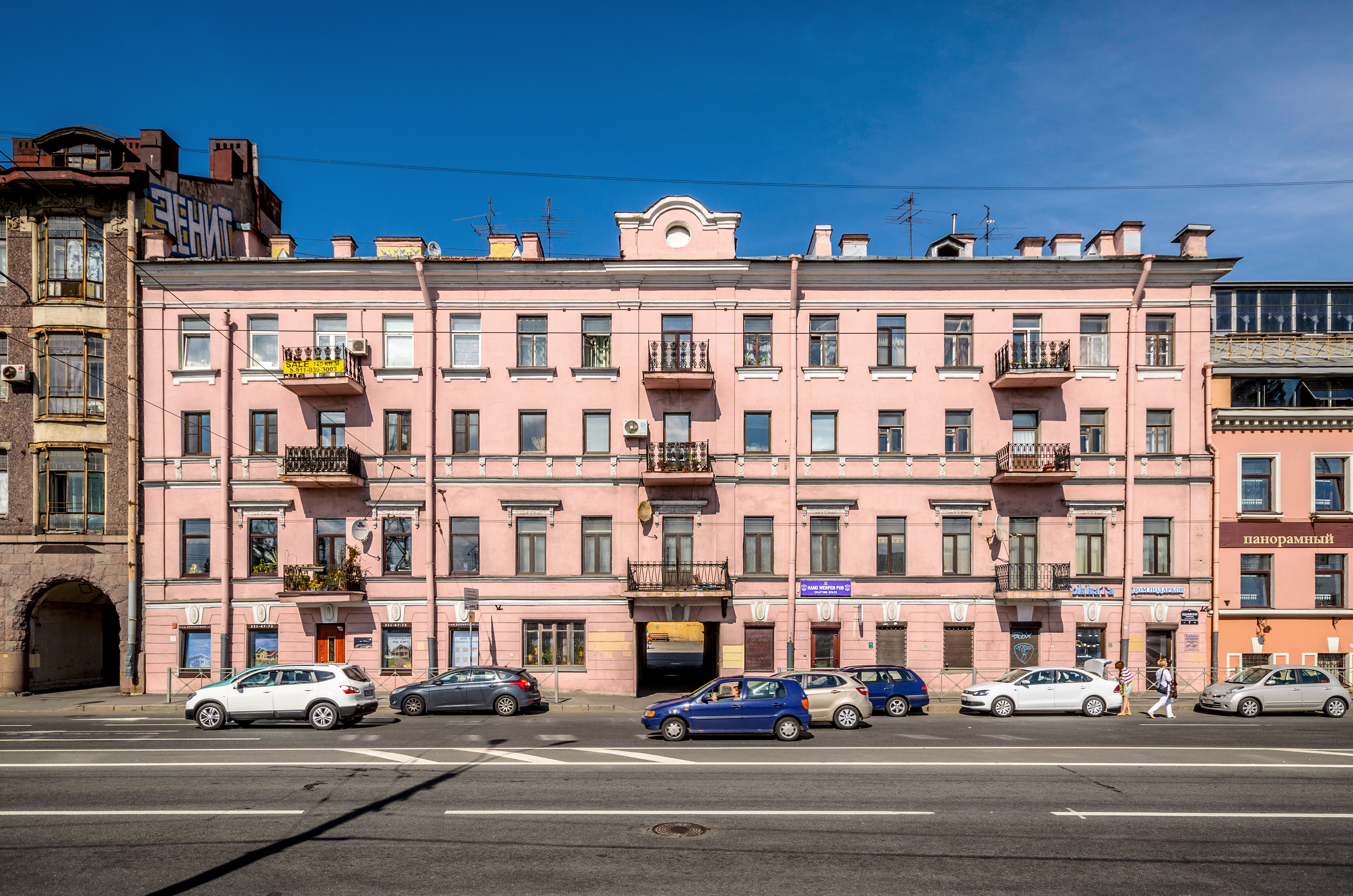
Ждановская набережная, д. 7

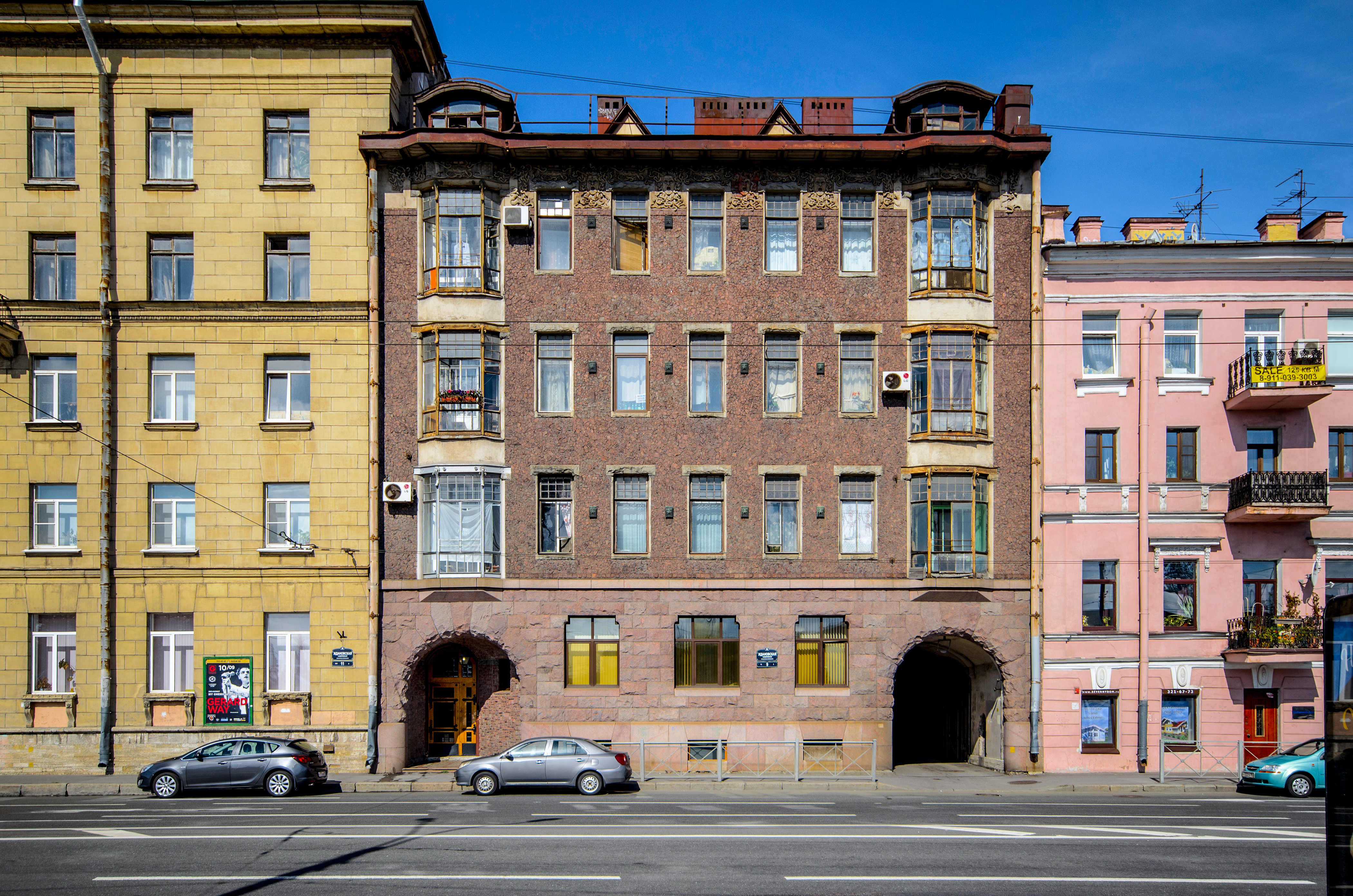
Доходный дом Мейснера, д. 9

- Дом № 3 был построен в 1911—1913 годах по проекту техника И. И. Демикелли). В 1910-х годах здесь жили А. С. Ященко, А. А. Стаборовский; в 1920-х — Ф. К. Сологуб, В. П. Белкин, А. Н. Толстой с семьёй (с 1923 по 1928 гг.), Б. Б. Малаховский (с 1928 по 1937 гг.). Здесь до 1917 года находилось Петроградское акционерное общество «Посейдон» для добычи речного песка и глины и землечерпания, табачная компания «Кареголопуло С-вья и Ко» и Управление топографической съёмки Финляндии и Санкт-Петербургской губернии.
- Дом № 5/2 — 1826 г., архитектор А. Ф. Щедрин; в 1860 году архитектор Е. И. Ферри-де-Пиньи произвёл его внутреннюю перестройку).
- Дом № 7 был построен в 1833 году для купцов Сидоровых по проекту архитектора А. М. Болотова. Позднее его надстроили третьим этажом. После Сидоровых дом перешёл к генеральше Бородиной. В трёхкомнатной квартире дворового флигеля (не сохранившегося) жили преподаватели Второго кадетского корпуса И. И. Введенский, затем Н. Г. Чернышевский.
- Дом № 9 — доходный дом Мейснера построен в 1903 году по проекту архитектора А. И. Стюнкеля (жил в нём в 1912—1917 гг.) для купца 1-й гильдии, члена гоночного комитета Невского яхт-клуба А. Э. Мейснера[2]. Здание является одним из выразительных образцов архитектуры модерна; в облицовке с большим искусством использован гранит; вентиляционные отверстия скрыты под львиными масками. Сохранились отдельные оригинальные витражи[3]. В марте 2023 года дом был включён в реестр объектов культурного наследия[4][5].
- Дом № 11 на углу Офицерского переулка был построен в 1950-е году; во дворе сохранился четырёхэтажный, с лепными украшениями, дом 11а, в первом этаже которого размещался моторный класс «Авиационной военно-технической школы». В этом доме «жил» инженер М. С. Лось, герой романа «Аэлита».

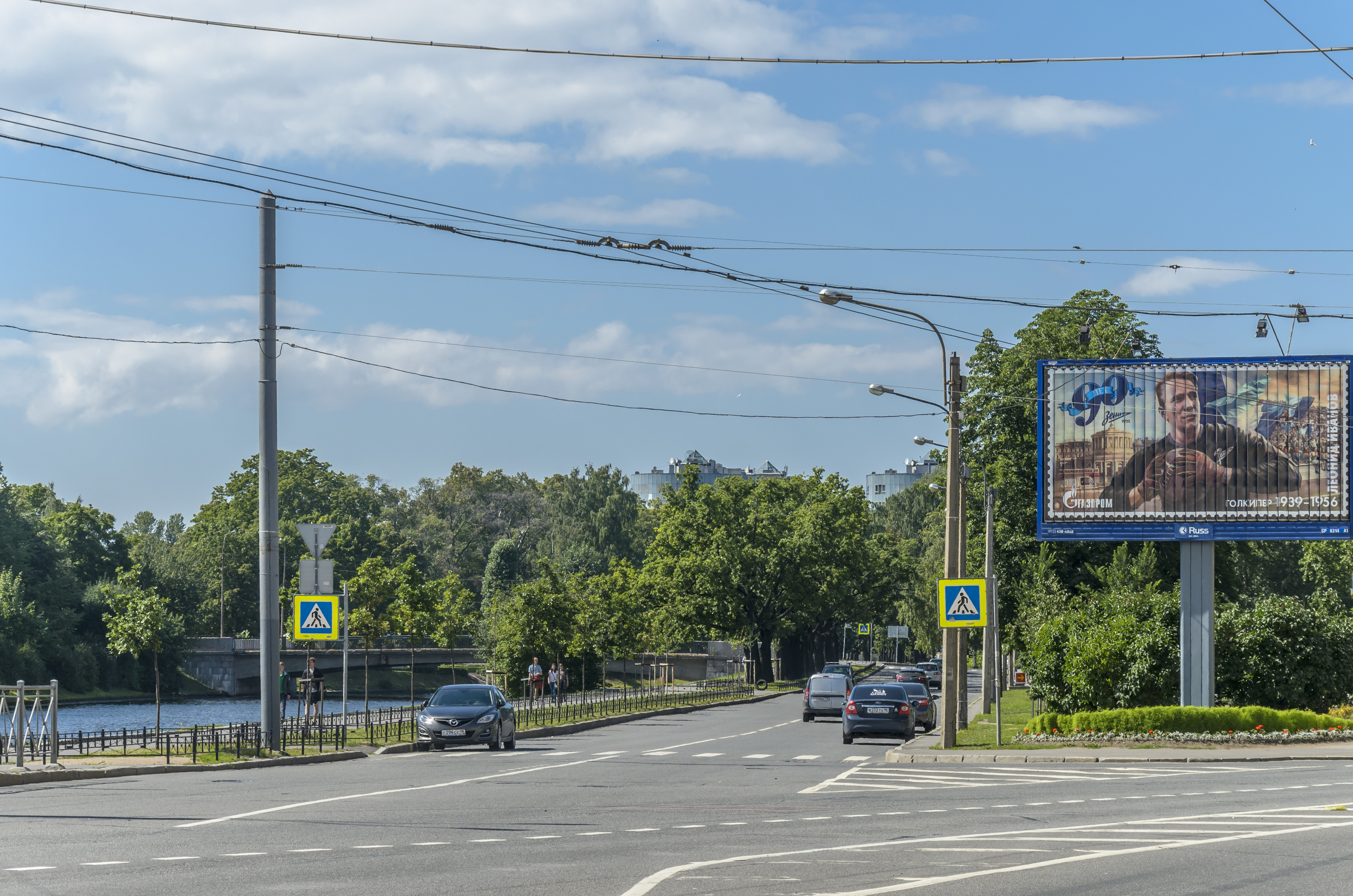
Развилка возле Старо-Ждановского сквера

Набережная
- Ждановский мост
- Старо-Ждановский сквер
- Мост Красного Курсанта
- 4-й Ждановский пешеходный мост